# Troy Bodie
Troy Bodie, född 25 januari 1985, är en kanadensisk professionell ishockeyspelare som spelar inom NHL–organisationen Toronto Maple Leafs. Han har tidigare spelat för Anaheim Ducks på NHL–nivå.
Bodie draftades i den nionde rundan av Edmonton Oilers som nummer 278, i NHL-draften 2003.